# Clássicos na Pista
Clássicos na Pista é o 9º álbum de estúdio (11º da carreira solo) do cantor e compositor Vinny.
O álbum, lançado em 2009, conta com versões de músicas populares que ficaram famosas nas vozes de outros artistas, que nas mãos de Vinny, ganharam uma nova roupagem, baseada na música eletrônica e dançante.
| “ | "Tenho paixão não só pelo rock, mas principalmente pela música eletrônica. A música eletrônica representa na atualidade o que o rock significou nos anos 1970. Também, o rock de hoje não é o mesmo daquela época, por questão de atitude, quebra de paradigmas, de fórmulas produzidas para rádio. Os artistas da música eletrônica são mais ousados, como eram os cantores de rock no passado. Este projeto estava na gaveta; a ideia era misturar música eletrônica com rock nacional com uma nova roupagem. Apresentei o resultado para a maioria dos 'pais' das canções, eles aprovaram e acharam muito legal. Se não fosse para colocar uma coisa diferente, trazer para outro ambiente, não teria sentido regravar!" | ” |

## Faixas
1. "Tédio"
2. "Que vês"
3. "À Sua maneira"
4. "Adivinha o quê?"
5. "Armadilha"
6. "Até aqui"
7. "Mensagem de Amor"
8. "Você já sabe"
9. "Jamaica Groove"